# Dave Hutchison
David Joseph „Dave“ Hutchison (* 2. Mai 1952 in London, Ontario) ist ein ehemaliger kanadischer Eishockeyspieler. Der Verteidiger begann seine Profikarriere bei den Philadelphia Blazers und den Vancouver Blazers in der World Hockey Association, bevor er zwischen 1974 und 1984 insgesamt über 600 Spiele für die Los Angeles Kings, Toronto Maple Leafs, Chicago Black Hawks und New Jersey Devils in der National Hockey League bestritt.

## Karriere

### Anfänge
Dave Hutchison wurde in London geboren und verbrachte dort seine Juniorenzeit unter anderem bei den London Squires. Zur Saison 1970/71 wechselte er zu den London Knights in die Ontario Hockey Association (OHA), die ranghöchste Nachwuchsspielklasse seiner Heimatprovinz. Bei den Knights überzeugte er als physisch robuster und in erster Linie defensiv orientierter Abwehrspieler, sodass er im NHL Amateur Draft 1972 an 36. Position von den Los Angeles Kings berücksichtigt wurde. Seine Profikarriere begann allerdings in der neu gegründeten World Hockey Association (WHA), in deren WHA General Player Draft er im Februar 1972 von den Miami Screaming Eagles ausgewählt wurde. Das Team zog allerdings noch vor der Debütsaison 1972/73 nach Philadelphia um, sodass der Verteidiger für die Philadelphia Blazers auflief. Parallel dazu stand er für die Rhode Island Eagles in der Eastern Hockey League auf dem Eis, bevor er mit dem Franchise nach nur einer Spielzeit erneut den Standort wechselte und in der Folge mit den Vancouver Blazers an der kanadischen Westküste aktiv war.

### NHL
Zur Saison 1974/75 wechselte Hutchison zu den Los Angeles Kings in die National Hockey League (NHL) und etablierte sich auch in dieser zu diesem Zeitpunkt in Konkurrenz zur WHA stehenden Liga. Nach vier Jahren und über 250 Partien in Kalifornien wurde er im Juni 1978 samt Lorne Stamler an die Toronto Maple Leafs abgegeben und kehrte somit in seine Heimat zurück. Im Gegenzug erhielten die Kings Brian Glennie, Kurt Walker, Scott Garland und ein Zweitrunden-Wahlrecht für den NHL Entry Draft 1979. In den folgenden knapp eineinhalb Jahren bildete der Kanadier zumeist ein Verteidiger-Duo mit dem späteren Hall-of-Fame-Mitglied Börje Salming. Im Januar 1980 transferierten ihn die Maple Leafs jedoch im Tausch für Pat Ribble zu den Chicago Black Hawks, in deren Trikot er in der Saison 1981/82 mit 18 Vorlagen, 23 Scorerpunkten und 246 Strafminuten seine jeweiligen Karriere-Höchstwerte erzielte. Zudem erreichte er mit der Mannschaft in den Playoffs 1982 das Conference-Finale; näher sollte er dem Stanley Cup in seiner Laufbahn nicht mehr kommen.
Seine Zeit in Chicago endete im August 1982, als Hutchison samt Ted Bulley zu den Washington Capitals geschickt wurde, während die Black Hawks ein Sechstrunden-Wahlrecht im NHL Entry Draft 1983 sowie ein Fünftrunden-Wahlrecht im NHL Entry Draft 1984 erhielten. Für die Capitals stand der Kanadier jedoch nie auf dem Eis, da er noch im Oktober gleichen Jahres über den NHL Waiver Draft von den New Jersey Devils verpflichtet wurde. Dort verbrachte er den Großteil der Saison 1982/83, kam allerdings auch für deren Farmteam, die Wichita Wind, in der Central Hockey League zum Einsatz. Anschließend wollte der Abwehrspieler seine Karriere bereits beenden, kehrte jedoch im November 1983 für eine weitere Saison zu den Toronto Maple Leafs zurück, bevor er seine aktive Laufbahn nach der Spielzeit 1983/84 endgültig für beendet erklärte. Insgesamt hatte Hutchison 632 NHL-Partien absolviert und dabei 130 Scorerpunkte sowie 1699 Strafminuten verzeichnet. Er kehrte anschließend in seine Heimat Ontario zurück und war dort anschließend im Immobiliengeschäft tätig.

## Karrierestatistik
(Legende zur Spielerstatistik: Sp oder GP = absolvierte Spiele; T oder G = erzielte Tore; V oder A = erzielte Assists; Pkt oder Pts = erzielte Scorerpunkte; SM oder PIM = erhaltene Strafminuten; +/− = Plus/Minus-Bilanz; PP = erzielte Überzahltore; SH = erzielte Unterzahltore; GW = erzielte Siegtore; 1 Play-downs/Relegation; Kursiv: Statistik nicht vollständig)